# Darcel Yandzi
Darcel Yandzi (11 de junio de 1973) es un deportista francés, de origen zaireño, que compitió en judo. Ganó una medalla de bronce en el Campeonato Mundial de Judo de 1993 y una medalla de oro en el Campeonato Europeo de Judo de 1993.

## Palmarés internacional
| Campeonato Mundial | Campeonato Mundial | Campeonato Mundial | Campeonato Mundial |
| Año                | Lugar              | Medalla            | Categoría          |
| ------------------ | ------------------ | ------------------ | ------------------ |
| 1993               | Hamilton (Canadá)  | Medalla de bronce  | –78 kg             |
| Campeonato Europeo |                    |                    |                    |
| Año                | Lugar              | Medalla            | Categoría          |
| 1993               | Atenas (Grecia)    | Medalla de oro     | –78 kg             |